# Thomas Darley

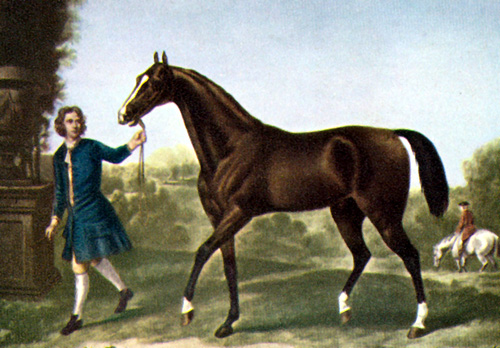
Darley Arabian, der von Thomas Darley nach England transportierte Araberhengst

Thomas Darley (* 19. Mai 1664 auf Aldby Park, Buttercrambe; † 9. März 1704 in Aleppo) war ein jüngerer Sohn der englischen Gentry-Familie Darley und arbeitete als Kaufmann der Levant Company in Aleppo, wo er mit britischen Wollstoffen und persischen Seiden handelte.

## Leben und Wirken
Als sogenannter Faktor war er vor Ort als Vertreter seiner Handelskompanie Ansprechpartner in allen Angelegenheiten, gab Berichte und Informationen an den Hauptsitz weiter und war für die Warenlogistik wie beispielsweise die fachgerechte Lagerung und/oder Weitertransport verantwortlich. Angehörige der Levant Company übernahmen in gewissem Rahmen auch die diplomatische Vertretung Englands gegenüber dem Osmanischen Reich, weswegen in manchen Lebensbeschreibungen Harley auch als Konsul bezeichnet wird. 
Darleys Karriere als Kaufmann der Levant Company verlief nicht sonderlich erfolgreich. Die typische Laufbahn eines solchen Kaufmanns beinhaltete eine Rückkehr nach sechs bis zehn Jahren, um dann eine bedeutsamere Rolle in der Handelskompanie zu übernehmen oder eine politische Laufbahn einzuschlagen. Darley lebte dagegen 18 Jahre in Aleppo und war zwischenzeitlich so hoch verschuldet, dass ihn sein Vater mit einer Summe von 500 Pfund Sterling auslösen musste. Er hatte seine Karriere in Aleppo begonnen, als die Levant Company den Höhepunkt ihrer Bedeutung bereits überschritten hatte. England bezog seine Seidenstoffe zunehmend aus Italien oder direkt aus Bengalen und China, daneben spielten in Großbritannien zunehmend auch Baumwollstoffe aus der Karibik eine Rolle. Der Aufstieg der East India Company hatte den Marktanteil der Levant Company geschmälert und eine zunehmende Piraterie sowie ein zunehmendes Bandenwesen hatte zum Verlust von Handelsware geführt.
Darleys historische Bedeutung geht auf den Kauf eines Araberhengstes im Jahre 1702 zurück, der nach ihm Darley Arabian benannt wurde. Christopher McGrath bezeichnet diesen Kauf als die bedeutendste einzelne Transaktion in der Geschichte der Pferdezucht.  Der Hengst wurde trotz eines Exportverbotes von Darley zu seiner Familie nach Aldby Park geschickt, wo er als Deckhengst eingesetzt wurde. Seine Nachkommen fielen durch ihre große Rennleistung auf, so dass sie in der Zucht des englischen Vollbluts eine dominierende Rolle einnahmen. Nach einer erstmals 2001 veröffentlichten und danach mehrfach bestätigten Studie gehen allein in der väterlichen Linie auf diesen Hengst 95 % aller englischen Vollblüter zurück. Er hat damit zumindest in der väterlichen Linie die beiden anderen Gründerhengste des Englischen Vollbluts Byerley Turk und Godolphin Barb weitgehend verdrängt.